# Independentzia 10 Urtez
Independentzia 10 Urtez (en castellano: «10 años de independencia») es un álbum recopilatorio editado por la discográfica independiente Esan Ozenki Records.
El álbum fue editado con un doble motivo. Por un lado era el décimo aniversario del sello, pero, a la vez, fue su despedida y última referencia editada. En total, el sello editó 200 referencias en 10 años de andadura.
El álbum es un doble CD con un total de 36 canciones de diferentes grupos de la escudería de Esan Ozenki. Todos los grupos que tenían un disco editado en la casa fueron introducidos en el recopilatorio. Al contrario que en otros recopilatorios editados por Esan Ozenki, en esta ocasión sólo se introdujeron canciones en euskera. Los grupos que cantaban en otro idioma se quedaron fuera del álbum.
El álbum estaba acompañó por dos libretos. El primero era un anuario en el que aparecían las portadas de todas las referencias editadas por la casa (incluyendo singles y vídeos) año por año. En el otro aparecían unas pequeñas líneas descriptivas de cada grupo (en euskera, castellano, inglés y francés) junto con la discografía de cada grupo editada en el sello, además del comunicado de despedida del sello: «Negu Gorriak-Esan Ozenki, compañeros de viaje».

## Lista de canciones
| CD1 |                         |                                         | CD2                        |                                         |
| #   | Intérprete              | Canción                                 | Intérprete                 | Canción                                 |
| 1.  | Negu Gorriak            | «Hipokrisiari stop! —Luis Mariano mix—» | Beti Mugan                 | «Oihuak»                                |
| 2.  | Fermin Muguruza         | «Itaka berriro»                         | Xabier Montoia             | «Oroimena»                              |
| 3.  | Fermin Muguruza eta Dut | «Aizkorak zorroztu»                     | Akauzazte                  | «Erratua»                               |
| 4.  | Dut                     | «Eromena abian»                         | Anari                      | «Denbora»                               |
| 5.  | Deabruak Teilatuetan    | «Noiz edo noiz»                         | Ruper Ordorika             | «Zaldiak negarrez»                      |
| 6.  | Kashbad                 | «oinutsik»                              | King Mafrundi              | «Itzaletik itzalera»                    |
| 7.  | Lisabö                  | «Ur gainean»                            | Jabier Muguruza            | «Pantera emea»                          |
| 8.  | BAP!!                   | «Teknifikatu gabeko bizi amasak»        | Les Mecaniciens            | «Ene jaka zaharra»                      |
| 9.  | Ama Say                 | «Kalean ametsak akatzen»                | Lin Ton Taun               | «Zu gabe»                               |
| 10. | Anestesia               | «Ultra-komunikatzen»                    | Danba                      | «Esamesaka II»                          |
| 11. | 2 Kate                  | «Erritmo finkoan»                       | EH Sukarra                 | «Egi eriaren maldan»                    |
| 12. | Π L.T.                  | «Errautsak»                             | Delirium Tremens           | «Boga boga»                             |
| 13. | Lif                     | «Tortura»                               | Kortatu                    | «Kolpez kolpe»                          |
| 14. | Su Ta Gar               | «Gazte eder baten ametsak»              | Joxe Ripiau                | «Antoine nahasia»                       |
| 15. | Debekatua               | «Misantropia (bleu)»                    | Skunk                      | «Jai buka ezina»                        |
| 16. | Etsaiak                 | «Elkartasuna»                           | Betagarri                  | «Jabe izan arte»                        |
| 17. | Jauko Barik             | «Larru»                                 | Selektah Kolektiboa        | «UPN WEST edo unionisten harropuzkeria» |
| 18. | Baldin Bada             | «Erraien iraultzan»                     | Basque Electronic Diaspora | «Communication dub»                     |